# 1 Brygada Logistyczna
1 Pomorska Brygada Logistyczna im. Kazimierza Wielkiego (1 BLog) – związek taktyczny wsparcia logistycznego SZ RP. Brygada została sformowana na podstawie decyzji Nr Pf-57/Org. Ministra Obrony Narodowej z 22 października 2003. Od 2011 roku Brygada podporządkowana jest Szefowi Inspektoratu Wsparcia Sił Zbrojnych.

## Tradycje i insygnia
- Decyzją Nr 138/MON Ministra Obrony Narodowej z 3 czerwca 2004 brygada otrzymała wyróżniająca nazwę „Pomorska” i imię patrona Króla Kazimierza Wielkiego. Swoje święto obchodzi 30 czerwca[1].
- Decyzją Nr 139/MON Ministra Obrony Narodowej z 3 czerwca 2004 wprowadzono odznakę pamiątkową i oznakę rozpoznawczą Brygady[2].
- Decyzją Nr 281/MON Ministra Obrony Narodowej z 9 września 2016 roku wprowadzono wzór proporczyka na beret żołnierzy 1. Pomorskiej Brygady Logistycznej[3].

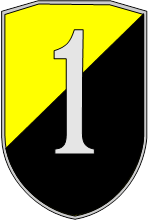
Oznaka rozpoznawcza na mundur wyjściowy
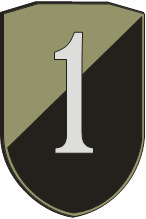
Oznaka rozpoznawcza na mundur polowy
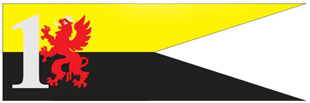
Proporczyk na beret

## Zadania 1 BLog
Do podstawowych zadań brygady należy:
- wsparcie logistyczne wojsk biorących udział w Misjach pokojowych ONZ oraz w innych operacjach wojskowych poza granicami Rzeczypospolitej Polskiej
- utrzymywanie sił i środków do udziału w akcjach ratowniczych, likwidacji skutków awarii, katastrof i klęsk żywiołowych
- szkolenie pododdziałów zgodnie ze wspólną doktryną i procedurami NATO

Brygada zabezpieczała pododdziały Sił Zbrojnych Rzeczypospolitej Polskiej wchodzące w skład PKW Afganistan, PKW Irak, PKW Liban i PKW Syria.

## Struktura organizacyjna
- 1 batalion dowodzenia i zabezpieczenia „Ziemi Świeckiej” w Bydgoszczy
- 1 batalion logistyczny „Ziemi Nakielskiej” w Bydgoszczy
- 2 batalion logistyczny „Ziemi Żnińskiej” w Bydgoszczy
- 3 batalion logistyczny „Ziemi Goleniowskiej” w Glewicach
- 1 Olsztyński batalion składowania w Ciechanowie
- 11 batalion ewakuacji sprzętu „Ziemi Szczecineckiej” w Czarnem
- 52 batalion remontowy „Ziemi Człuchowskiej” w Czarnem
- 112 batalion remontowy „Ziemi Ryńskiej” w Giżycku[5]

## Uzbrojenie i wyposażenie
Uzbrojenie: broń strzelecka, armaty przeciwlotnicze ZU-23-2.
Wyposażenie: ciągniki pancerne i gąsienicowe, ciągniki siodłowe, wozy pomocy technicznej, ruchome warsztaty techniczne, przyczepy transportowe, zestawy niskopodwoziowe, sprzęt przeładunkowy, pojazdy specjalne (karetki reanimacyjne, ambulanse stomatologiczne, chłodnie, chlebowozy, cysterny, cysterny paliwowe i wodne).

## Dowódcy
- gen. bryg. Fryderyk Czekaj (2004–2005)
- płk Mieczysław Pawlisiak (2005–2008)
- gen. bryg. Dariusz Łukowski (2008–2011)
- płk Dariusz Pluta (2011–2015)
- płk Dariusz Żuchowski (2015–2017)
- płk Mariusz Skulimowski (2017–2021)
- cz.p.o. płk Radosław Dłutkowski (2021–2022)
- płk/gen. bryg. Witold Bartoszek (2022–2024)[6][7]
- cz.p.o. płk Aleksander Suchanowski (20.12.2024–29.04.2025)[8]
- płk Krzysztof Klin (29.04.2025–)[9]

## Podporządkowanie
- Pomorski Okręg Wojskowy (1 stycznia 2004 - 31 sierpnia 2011)
- Inspektorat Wsparcia Sił Zbrojnych (1 września 2011 - obecnie)